# Paul Cominges
Paul Manuel Cominges Mayorga est un footballeur péruvien, né le 24 juillet 1975 à Lima (Pérou). Jouant au poste d'attaquant, il est actuellement entraîneur.

## Biographie

### Carrière en club
Formé à l'Universitario de Deportes, Paul Cominges y fait ses débuts en 1993. À la fin des années 1990, il s'expatrie en Grèce et joue successivement pour le PAOK Salonique et l'OFI Crète. Entre 2000 et 2004, il fait des allers-retours entre le Pérou et l'étranger. Ainsi il joue pour le CD Águila au Salvador puis de nouveau en Grèce au sein du Panachaïkí et enfin au Caracas FC du Venezuela (champion en 2004). Il revient à l'Universitario deux fois entre 2002 et 2003 puis en 2006.
Ayant joué également à l'Alianza Lima (1999-2000) et au Sporting Cristal (2008), Paul Cominges fait partie de la liste des sept joueurs ayant marqué pour l'Universitario, l'Alianza et le Sporting Cristal qui sont considérés les trois plus grands clubs du Pérou.

### Carrière en sélection
International péruvien à sept reprises entre 1997 et 1998, Paul Cominges participe à la Copa América 1997 en Bolivie qui voit son pays se hisser en demi-finales du tournoi. Il marque deux buts dans la compétition en réalisant un doublé lors de la victoire péruvienne 2-0 sur le Venezuela le 18 juin 1997.

## Palmarès

### Palmarès de joueur
Caracas FC
- Championnat du Venezuela (1) :
  - Champion : 2004.